# Franglais
Il termine franglais, parola macedonia tra français ("francese") e anglais ("inglese"), in italiano citato anche come franglese, indica la lingua francese caratterizzata da un ampio uso di anglicismi o di calchi dall’inglese, nello scritto come nel parlato.
Questa ibridazione tra le due lingue può essere comparata ad altre lingue mescolate con l'inglese, come il denglisch (tedesco), l'espanglis o spanglish (spagnolo) e l'itanglese (italiano).

## Storia
Secondo Maria Teresa Zanola, il termine franglais venne coniato nel 1955 dal giornalista André Rigaud in un articolo di un quotidiano di Buenos Aires per definire una persona che utilizza molti anglicismi quando parla in francese.
Il primo utilizzo del termine nel suo significato attuale risale al 29 settembre 1959, quando il critico letterario Maurice Rat lo adoperò nell’articolo Français ou franglais, pubblicato sul giornale France Soir. Maurice Rat definì il franglais come "quel francese condito di vocaboli britannici che la moda attuale ci impone".
L’utilizzo del termine si diffuse grazie al successo del libro Parlez-vous franglais? di René Étiemble, pubblicato nel 1964 e riedito nel 1973, nel 1984 e nel 1991. Secondo Philip Thody, Étiemble definisce questo fenomeno come la presenza di anglicismi e americanismi che restano riconoscibili a prima vista e la cui origine è palesemente straniera.
Con il tempo il numero di termini in franglese aumentò, a tal punto che nel 1999 il Dictionnaire franglais-français (Dizionario franglese-francese) di André Gilder ne elencava più di 8000.